# Армяно-кипрские отношения
Армяно-кипрские отношения всегда были близкими. Кипр был сторонником Армении в ее борьбе за признание Геноцида армян, экономической стабильности и урегулирования карабахского конфликта. Армения же выступает за единый Кипр после турецкого вторжения в 1974 году и поддерживает мирное решение кипрского конфликта.
Сегодня отношения между Арменией и Кипром включают сотрудничество в сферах торговли, военной сфере, разведывательных служб, внешней политики и культуры.

## Современные отношения

### После независимости Армении

#### Карабахская война

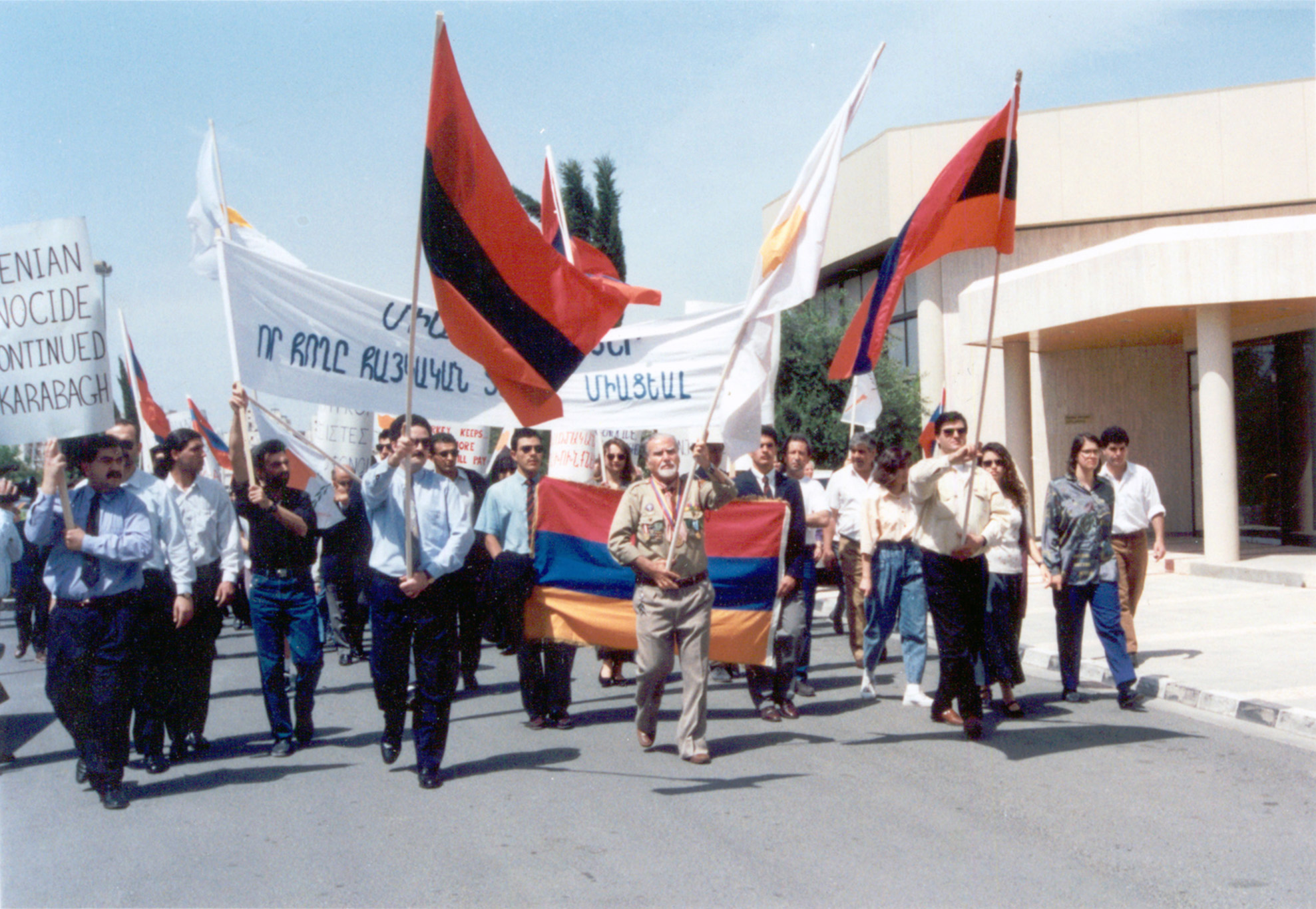
Демонстрация в поддержу непризнанной Нагорно-Карабахской республики, Кипр,1993 год

Межэтнические столкновения между Арменией и соседним Азербайджаном начались вскоре после того, как парламент Нагорного Карабаха в Азербайджане, проголосовал за объединение региона с Арменией 20 февраля 1988 года. Требование Армении объединить Карабах с Арменией, которое распространялось в конце 1980-х годов, началось относительно мирно; однако, по мере распада Советского Союза, спор постепенно перерос в насильственный конфликт между этническими группами в Нагорном Карабахе, что привело к этнической чистке с обеих сторон. В совместной декларации между Кипром и Арменией в январе 2011 года упоминается, что Республика Кипр выражает свою поддержку конструктивным усилиям Армении по урегулированию нагорно-карабахского конфликта в рамках процесса Минской группы ОБСЕ путем переговоров, основанных на принципах Устава Организации Объединенных Наций и элементы, предложенные президентами стран-сопредседателей Минской группы ОБСЕ, которые включают, в частности, определение окончательного статуса Нагорного Карабаха посредством юридически обязательного выражения воли народа Карабаха. В свою очередь президент Армении приветствовал позицию Кипра как члена ЕС за его взвешенную позицию по карабахскому вопросу, обратив внимание на определение окончательного статуса Нагорного Карабаха с точки зрения юридически обязательного свободного выражения воли народа Карабаха.

#### Признание Геноцида армян

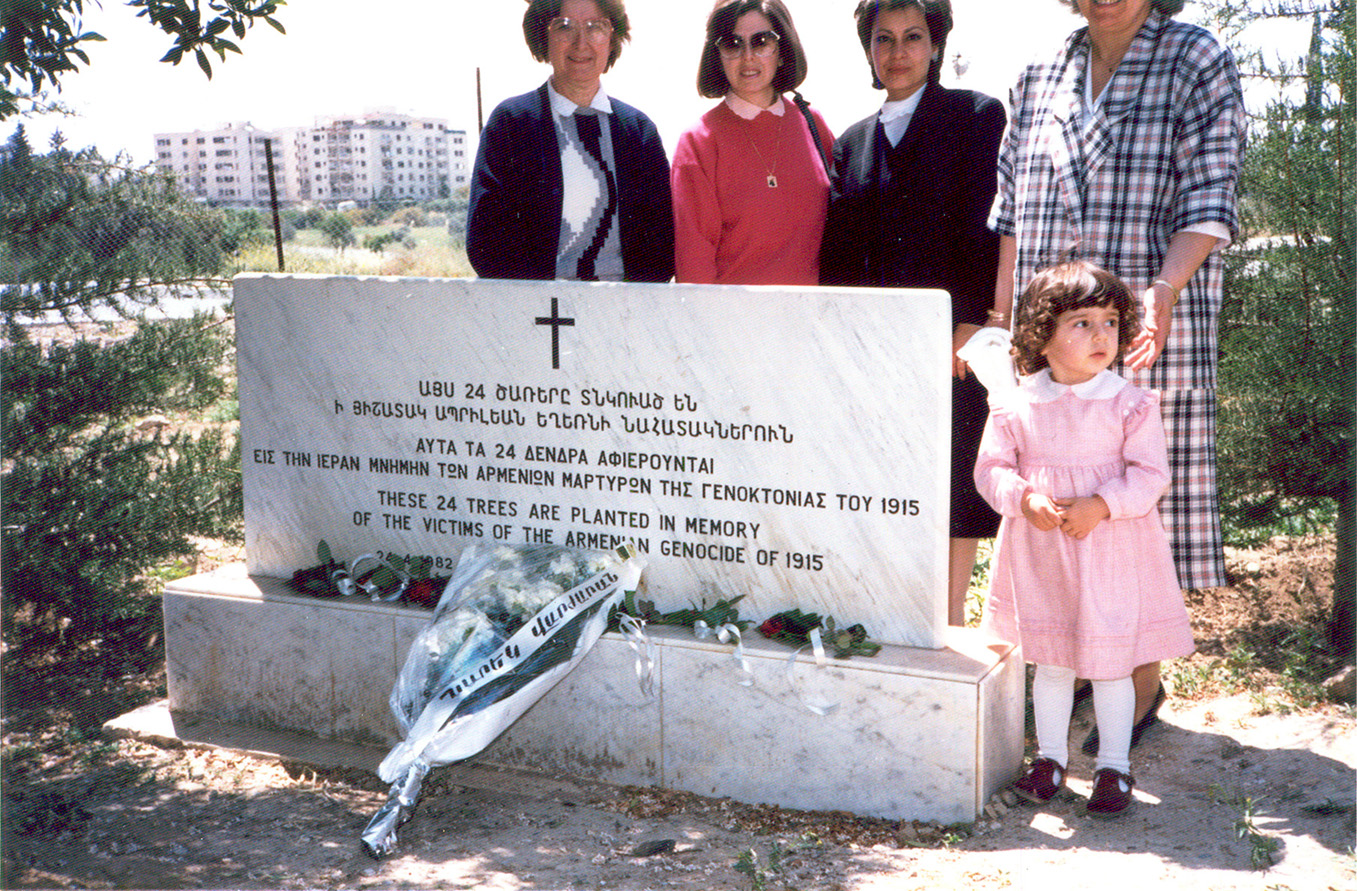
Киприотки-армяне перед памятником в честь жертв Геноцида армян в парке Акрополь в Никосии в 1988 году

Кипр был одной из первых стран, признавших Геноцид армян, когда 25 января 1965 года министр иностранных дел Спирос Киприану впервые поднял этот вопрос на заседании Генеральной Ассамблеи Организации Объединенных Наций.
Кипр был также первой европейской страной (и второй в мире, после Уругвая) официально признавшей Геноцид армян 24 апреля 1975 года. Позже 24 апреля был объявлен, как Национальный День памяти Геноцида армян на Кипре.

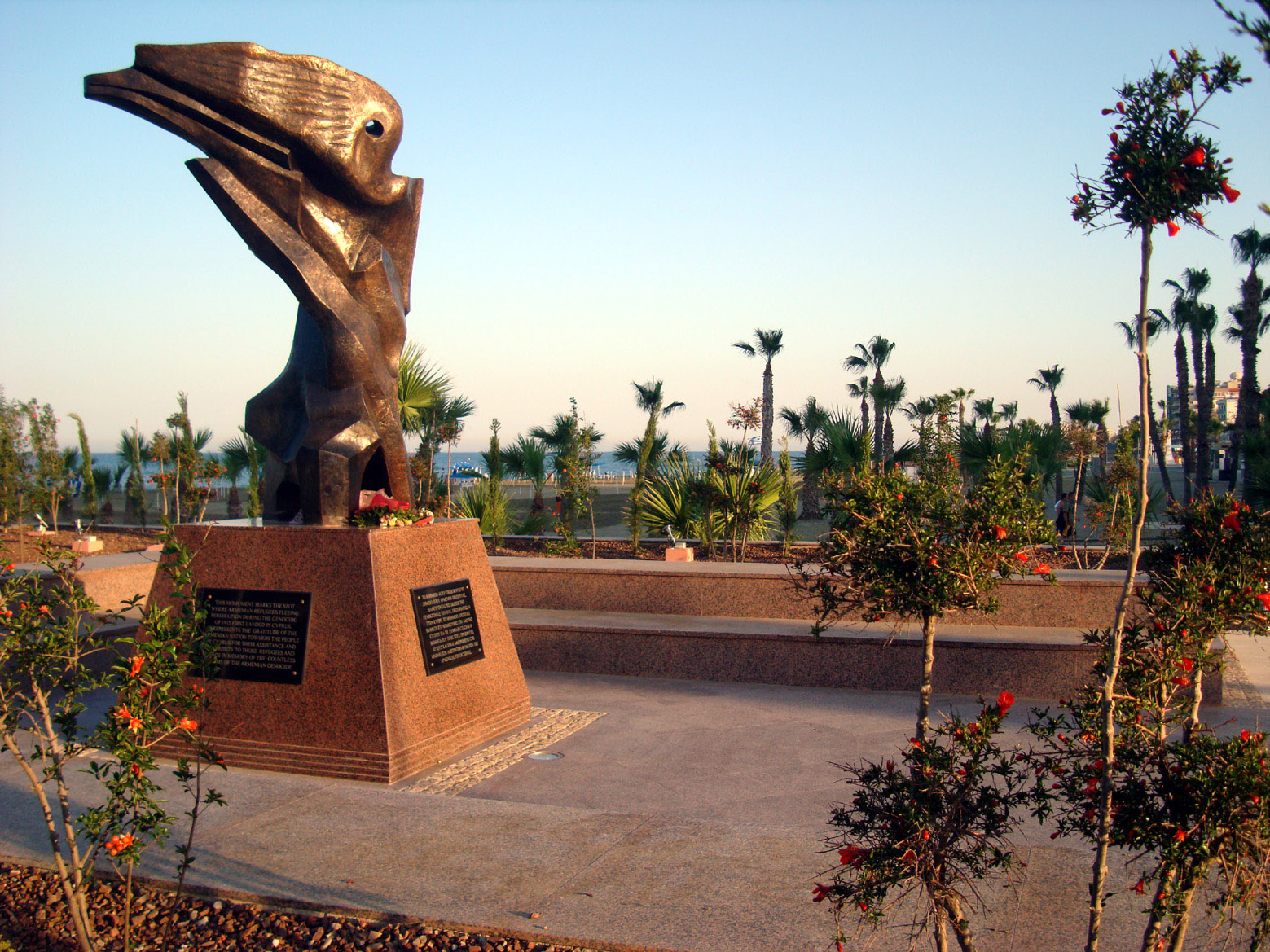
Памятник в память геноцида армян в Ларнаке

С 1965 года, когда кипрские правительственные чиновники начали участвовать в ежегодных акциях памяти Геноцида армян, политические лидеры Кипра часто становятся основными докладчиками на этих акциях, организованных в память о Геноциде армян. В последние годы обычно идёт марш, начинающийся от центра Никосии и заканчивающийся в церкви Святой Богородицы в Строволосе, где перед памятником в честь Геноцида армян проходит памятное мероприятие.

#### Мемориалы Геноцида армян
Будучи второй страной в мире, признавшей Геноцид армян, Кипр построил два памятника геноциду в отношении жертв. Один из мемориалов находится в Никосии, а другой — в Ларнаке.

## Кипрский ответ на освобождениеРамиля Сафарова

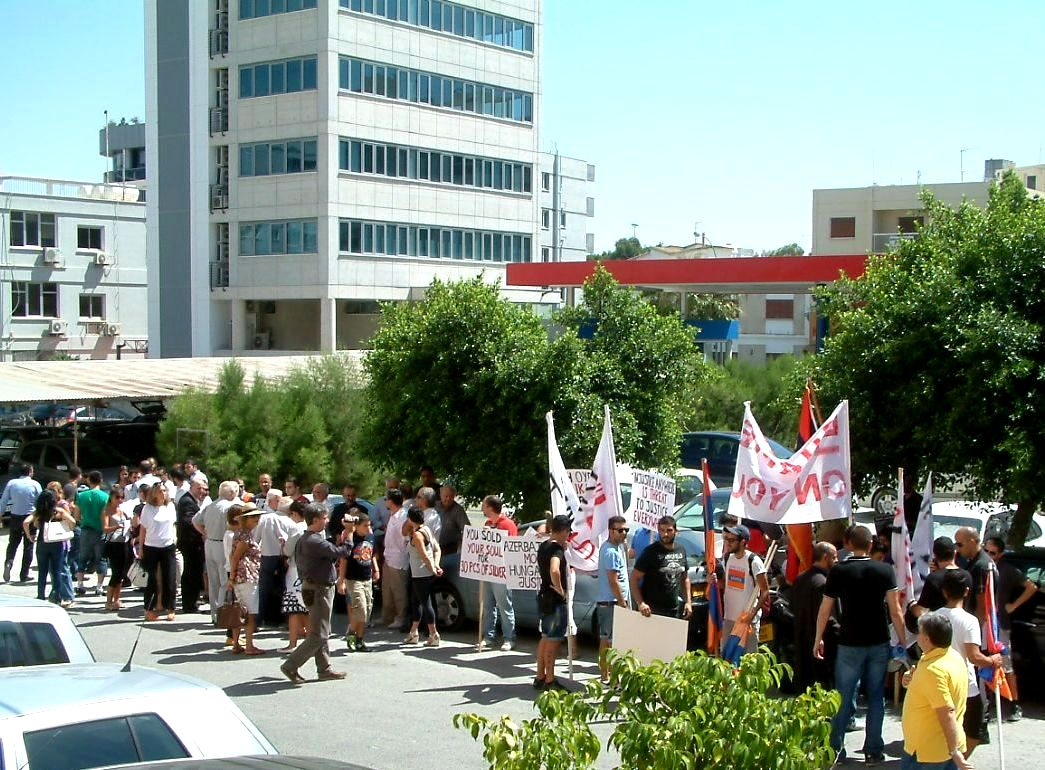
Армяно-киприоты протестуют перед посольством Венгрии в Никосии по поводу экстрадиции Рамиля Сафарова в Азербайджан

В заявлении министра иностранных дел Кипра Эрато Козаку-Маркуллиса говорится: «Мы глубоко сожалеем о президентском помиловании и ущербе, нанесённом действиями, последовавшими за освобождением Сафарова, и действиями по прославлению этого отвратительного преступления, и мы также очень обеспокоены его последствиями для региональной стабильности.» После освобождения Рамиля Сафарова начались немедленные протесты во всех городах Кипра, наибольшее из которых произошло в Никосии у посольства Венгрии. Кипрская пресса негативно высказалась о роли венгерского правительства в освобождении Рамиля Сафарова.

## Образовательное сотрудничество

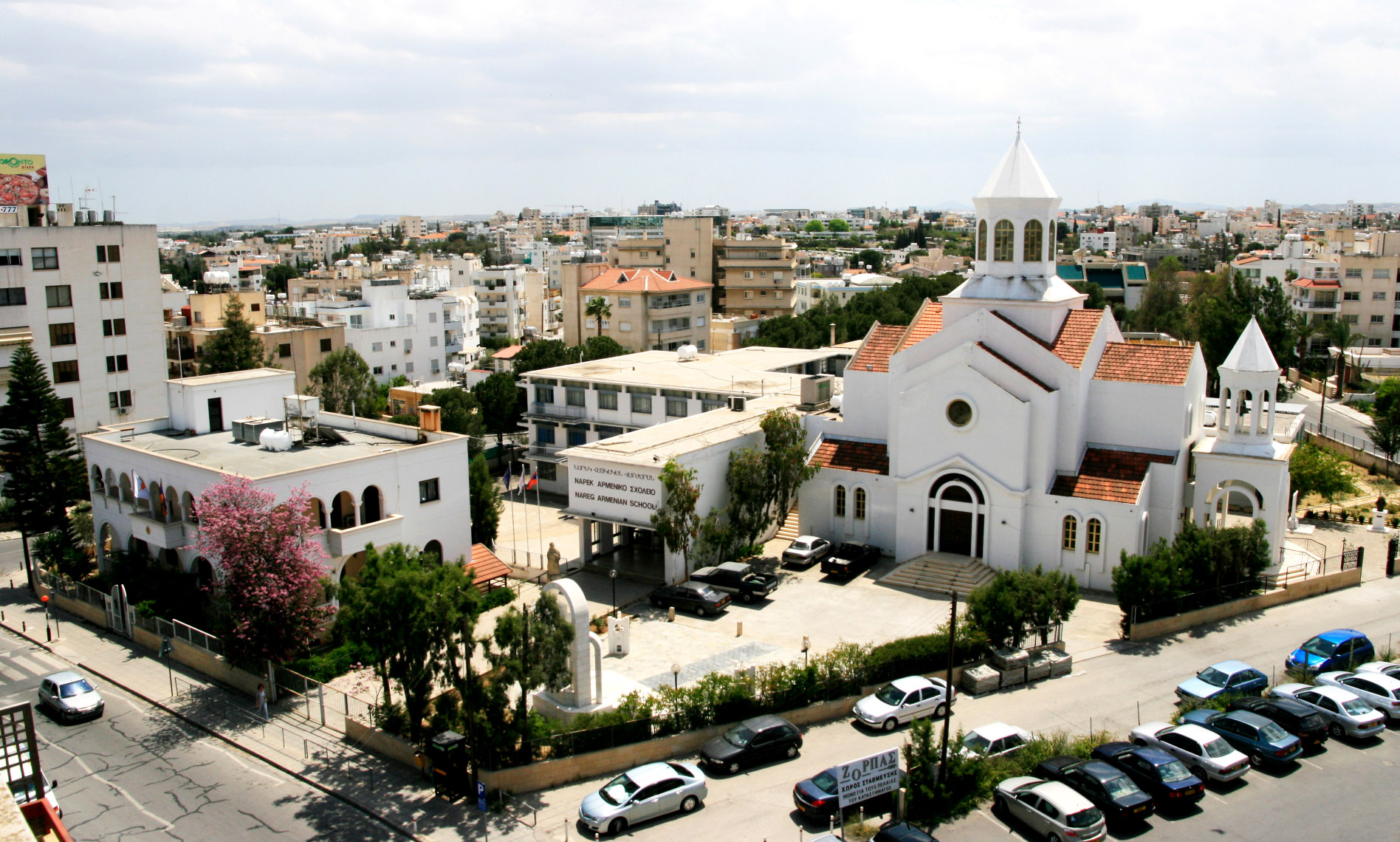
Армянский комплекс в Никосии

На Кипре есть армянские начальные школы в городах Ларнака, Лимасол и Никосия, а также гимназия в Никосии. Мелконянский образовательный институт — самое известное совместное учебное заведение армян-киприотов. Основанный в 1926 году, Мелконянский институт был открыт для армянских студентов со всего мира и предлагал комплексную программу средней школы. Все предметы, кроме армянского, преподавались на английском и иностранных языках, включая греческий, французский, арабский, персидский, русский и болгарский. Ежедневная почасовая радиопрограмма Кипрской вещательной корпорации на армянском языке включает обширные интервью, освещение в новостях, культурные репортажи и музыку. На острове были созданы две армянские ежемесячные газеты: «Арцанканк» (1995) и «Азад Цайн» (2003), в которых публикуются национальные и международные новости, в основном на армянском языке, а также некоторые колонки на греческом и английском языках.

### Экономическое сотрудничество
Ежегодно кипрско-армянские бизнес-форумы проводятся либо в Никосии, либо в Ереване с целью дальнейшего стимулирования торговли и инвестиций между двумя странами. Армянские компании смогут более эффективно расширяться на рынки Европейского Союза и Ближнего Востока в сотрудничестве с кипрскими компаниями. Это сотрудничество может и должно быть взаимным, поскольку Армения служит маршрутом доступа в страны Кавказа для делового мира Кипра.

### Культурное сотрудничество

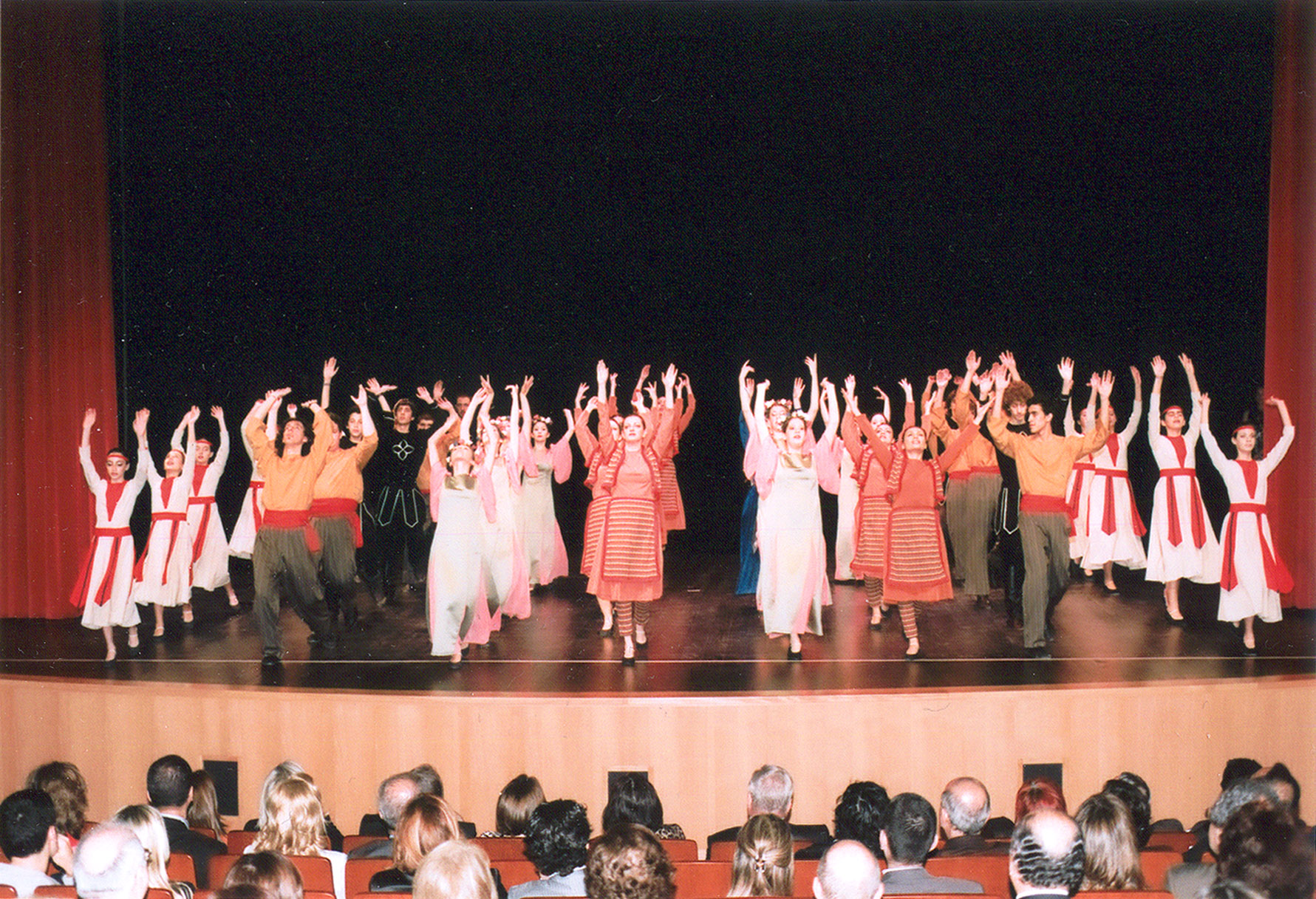
Выступление ансамбля с танцем «Сипан»

Армянская община Кипра получает щедрое финансирование от кипрского правительства, которое позволяет организовывать концерты, танцевальные представления, художественные и фотографические выставки, а также литературные мероприятия. Прелатура Армении на Кипре выделила пространство в своём помещении (зал Утиджян) для проведения культурных мероприятий, таких как ежегодная Осенняя книжная выставка. Армянский исследовательский центр на Ближнем и Среднем Востоке (основан в 1996 году Вартаном Малияном), содержит справочную библиотеку и архивные материалы в своих помещениях в Никосии.

### Гуманитарная помощь
После землетрясения в Армении в декабре 1988 года Республика Кипр была одной из первых стран, которые направили помощь в виде лекарств, врачей и финансовой помощи.

## Вступление Армении в Европейский Союз
Кипр открыто выступает за вступление Армении в Европейский Союз в кратчайшие сроки. Ссылаясь на отношения ЕС с Арменией, президент Деметрис Христофиас пообещал, что Никосия будет и впредь активно поддерживать дальнейшее укрепление этих отношений, что указывает на статус полноправного кандидата в члены Армении в ближайшем будущем. Кипр, по его словам, является самым твёрдым сторонником и другом Армении в ЕС.